# Raphael Gualazzi
Raffaele Gualazzi (ismertebb nevén Raphael Gualazzi, Urbino, 1981. november 11. –) olasz énekes, zongorista. A 2011-es Eurovíziós Dalfesztivál második helyezettje.

## Életrajz
2011. február 19-én jelentették be a Düsseldorfban, Németországban megrendezett 2011-es Eurovíziós Dalfesztivál olasz indulójaként, miután egy nappal korábban győzött a 2011-es sanremói Dalfesztivál „újonc” kategóriájában. Az 1997-es Eurovíziós Dalfesztivál óta ő képviselte először hazáját a versenyen. Follia d’amore (Madness of Love) című dalával 189 ponttal a második helyezést érte el a versenyen, 32 ponttal a győztes Azerbajdzsán mögött.